# Girl Panic!
Singles de Duran Duran
All You Need Is Now
(2010) Pressure Off
(2015)
Girl Panic! est une chanson du groupe anglais Duran Duran, sortie  en 2010 sur All You Need Is Now, 13e album studio du groupe. Le titre sortira en vinyle 45 tours (7") limité en avril 2011

## Historique
Dans une interview donnée au Daily Bacon, Simon Le Bon a expliqué que la chanson été développée durant deux ans. Elle s'est tour à tout intitulée Home Wrecker, Bone Wrecker, Brain Wrecker, Tall Hours, Ice Breaker. Après lu quelque chose à propos de Carl Sagan, Le Bon la renomme Pale Blue Planet. Plus tard, le producteur Mark Ronson suggère que le morceau devrait parler des filles. Le lendemain, Nick Rhodes revient avec de nouvelles paroles et le titre devient Girl Panic!.

## Clip
Le clip est réalisé par Jonas Åkerlund, qui avait réalisé le spot Be Iconic de Dior avec Kate Moss dans lequel on pouvait entendre All You Need Is Now. Le clip de Girl Panic! a été tourné à l'Hôtel Savoy de Londres en juin 2011. Ce 41e clip officiel de la carrière du groupe met en scène de nombreuses top-models, dont certaines incarnent les membres du groupe au cours de fausses interviews : Cindy Crawford est ainsi John Taylor, Helena Christensen est Roger Taylor, Eva Herzigova est Nick Rhodes alors que Naomi Campbell dit être Simon Le Bon. La femme de ce dernier, le mannequin Yasmin Le Bon, apparaît dans le clip. Stefano Dolce et Domenico Gabbanna font également une apparition.
Comme le single précédent[Lequel ?], une seconde vidéo sera publiée à la suite du concours lancé sur le site de Genero TV.

## Liste des titres
45 tours (7") (limité à 2 500 copies)
1. Girl Panic! (Album version album)
2. Girl Panic! (David Lynch remix)

Téléchargement
1. Girl Panic!(Radio Edit) - 3:36
2. Girl Panic! (Youth Kills Remix) - 5:15
3. Girl Panic! (David Lynch Remix) - 4:10
4. Girl Panic! (Solarstone Presents Smashing Atoms Mix) - 8:35

## Différentes versions
- Version album et single
- David Lynch Remix
- Johnson Somerset Remix
- Solarstone Presents Smashing Atoms Mix

## Crédits
Duran Duran
- Nick Rhodes : claviers
- Simon Le Bon : chant principal
- John Taylor : guitare basse, chœurs
- Roger Taylor : batterie

Autres
- Mark Ronson : production, auteur
- Dom Brown : guitare, chœurs
- Mark Stent : mixage